# Radovljica (stacja kolejowa)
Radovljica – stacja kolejowa w Radovljica, w Słowenii. Jest obsługiwana przez Slovenske železnice.
Linia kolejowa biegnie kilka metrów poniżej poziomu Radovljica, a budynek dworca stoi na zboczu. Peron jest dostępny przez schody, które znajdują się obok budynku stacji.
| Radovljica               |  |            |
| Linia Lublana – Jesenice |  |            |
| Globoko                  |  | Lesce-Bled |